# Baie des Moustiques
Baie des Moustiques är en vik i Haiti.   Den ligger i departementet Nord-Ouest, i den nordvästra delen av landet, 170 km norr om huvudstaden Port-au-Prince.